# Lago di Burano
Lago di Burano este o arie protejată (arie specială de conservare — SAC, sit de importanță comunitară — SCI) din Italia întinsă pe o suprafață de 236 ha, integral pe uscat.

## Localizare
Centrul sitului Lago di Burano este situat la coordonatele 42°24′01″N 11°22′47″E / 42.400278°N 11.379722°E.

## Înființare
Situl Lago di Burano a fost declarat sit de importanță comunitară în iunie 1995 pentru a proteja 19 specii de animale. Situl a fost protejat și ca arie specială de conservare în decembrie 2016.

## Biodiversitate
Situată în ecoregiunea mediteraneană, aria protejată conține 6 habitate naturale: Tufărișuri halofile mediteraneene și termo-atlantice (Sarcocornetea fruticosi), Lagune de coastă, Pășuni mediteraneene udate de apa mării (Juncetalia maritimi), Mlaștini calcaroase cu Cladium mariscus și specii de Caricion davallianae, Păduri de Quercus ilex și Quercus rotundifolia, Pajiști umede mediteraneene cu ierburi înalte de Molinio-Holoschoenion.
La baza desemnării sitului se află mai multe specii protejate:
- păsări (14): gâscă cenușie (Anser anser), rață roșie (Aythya nyroca), buhai de baltă (Botaurus stellaris), erete de stuf (Circus aeruginosus), erete vânăt (Circus cyaneus), Clamator glandarius, Falco biarmicus, piciorong (Himantopus himantopus), Numenius arquata arquata, Phoenicopterus ruber, lopătar (Platalea leucorodia), ploier auriu (Pluvialis apricaria), corcodel-cu-gât-negru (Podiceps nigricollis), călifar alb (Tadorna tadorna)
- amfibieni (1): Triturus carnifex
- nevertebrate (1): Euplagia quadripunctaria
- pești (1): Aphanius fasciatus
- reptile (2): țestoasa de baltă (Emys orbicularis), țestoasă bănățeană (Testudo hermanni)

Pe lângă speciile protejate, pe teritoriul sitului au mai fost identificate 9 specii de plante, 3 specii de amfibieni, 8 specii de nevertebrate, 1 specie de reptile.